# Рамалде
Рамалде (порт. Ramalde)  —  район (фрегезия) в Португалии,  входит в округ Порту. Является составной частью муниципалитета  Порту. Находится в составе крупной городской агломерации Большой Порту. По старому административному делению входил в провинцию Дору-Литорал. Входит в экономико-статистический  субрегион Большой Порту, который входит в Северный регион. Население составляет 37 647 человек на 2001 год. Занимает площадь 5,68 км².
Покровителем района считается Иисус Христос (порт. São Salvador). 